# Bruyère (Artuby)
Pour les articles homonymes, voir Bruyère.
La Bruyère est une rivière du Var. C’est un affluent de l'Artuby, donc un sous-affluent du Rhône, via le Verdon et la Durance.

## Géographie
De 19 km de longueur, elle prend sa source dans la commune de La Bastide, au nord ouest de Mons dans le massif de la montagne de Lachens (sommet du Var) qui donne également naissance à la Siagnole. Puis elle traverse les territoires de La Roque-Esclapon où elle reçoit en rive gauche la Vière, ou Viéras, torrent naissant des flancs de la montagne du Malay
Elle traverse Bargème, passe à proximité du village abandonné de Brovès au sein du Camp de Canjuers, effleure le territoire de Seillans. Elle se jette dans l'Artuby au sud du hameau de Chardan, sur le territoire de Comps-sur-Artuby.
Son cours est constitué d'une succession de cluses (clues) profondes qui en font une longue série de vallées pittoresques.
En été, elle est le plus souvent à sec.

### Communes et cantons traversés
Dans le seul département du Var, la Bruyère traverse quatre communes et deux cantons :
- dans le sens amont vers aval : La Roque-Esclapon (source), Bargème, Seillans, Comps-sur-Artuby (confluence).

Soit en termes de cantons, la Bruyère prend source et conflue sur le canton de Comps-sur-Artuby et longe le canton de Fayence, le tout sur l'arrondissement de Draguignan.

## Affluents
La Bruyère a neuf affluents référencés :
- le Vallon de Grapereau, avec un affluent :
  - le Vallon des Varuins,
- le Vallon des Ribargiers,
- le Vallon de l'Araignée,
- le Vallon de l'Ourtiguet,
- le Vallon des Termines,
- le Vallon de la Clue, avec un affluent :
  - le Rébeiroune,
- le Vallon de la Planquette,
- le Vallon de Fontenouille,
- le Vallon de Léruy,

### Rang de Strahler
Le rang de Strahler est donc de trois.

## Aménagements, ouvrages

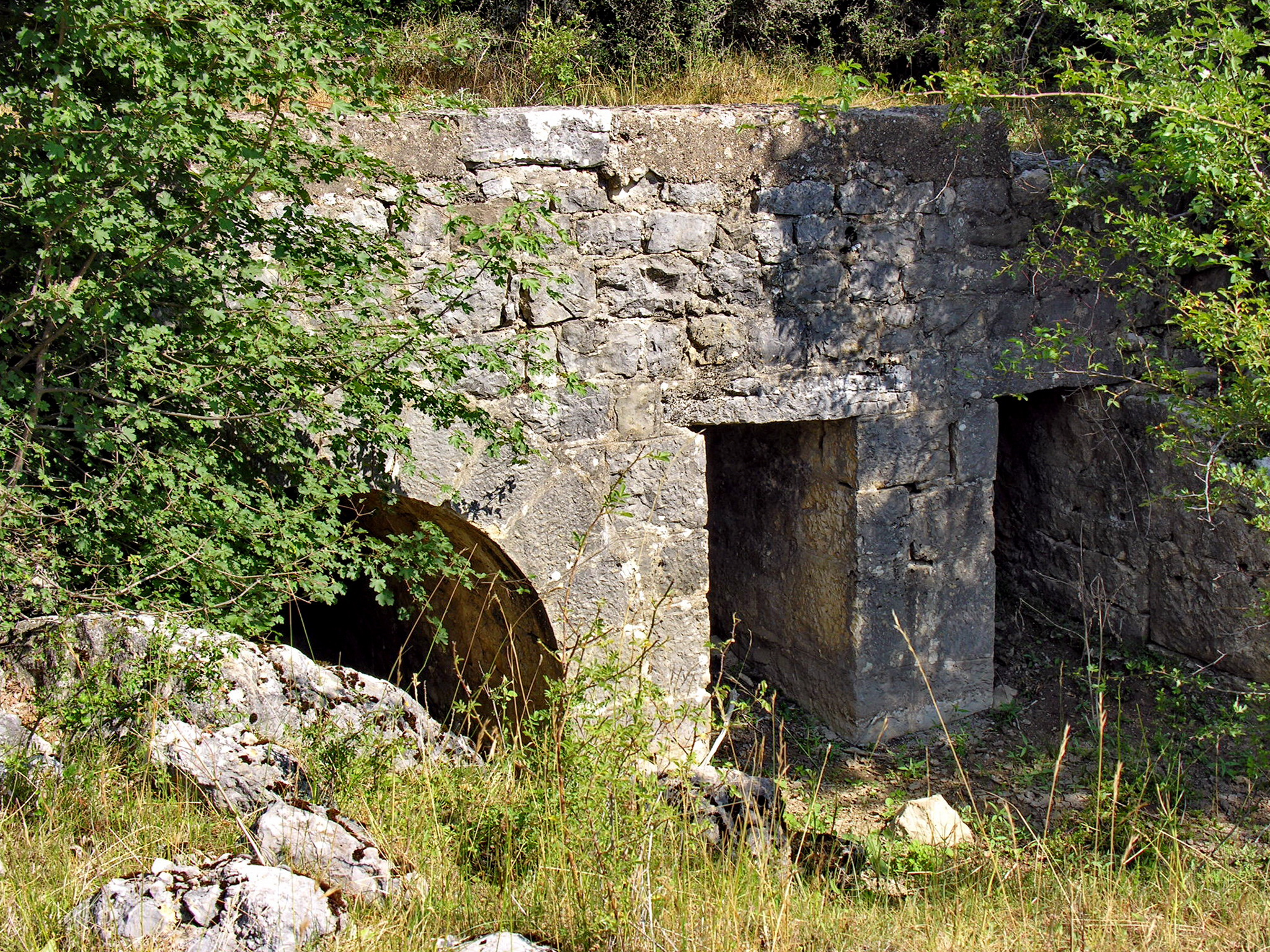
pont sur la Bruyère, au sud-ouest de Brovès (Camp de Canjuers)